# Adamsit-(Y)
Adamsit-(Y) (trước đây gọi là IMA1999-020) NaY(CO3)2·6H2O là một khoáng vật của natri, ytri, carbon, oxy, và hydro. Nó được đặt theo tên của Frank Dawson Adams, một nhà địa chất học người Canada.